# 依水園
依水園（いすいえん）は奈良県奈良市にある池泉回遊式庭園（日本庭園）。国の名勝に指定されている。

## 概要
前園と後園の二つに分かれており、それぞれが異なった景観を見せる。前園は寛文12年（1673年）に晒職人であった清須美道清の作庭で、茶室「三秀亭」がシンボル。後園は明治時代に実業家関藤次郎が築いた築山式の池泉回遊式庭園で、作庭は裏千家十二世又妙斎宗室による。寧楽の都をモチーフとし、若草山や東大寺南大門などを借景とする。いずれも大和川支流吉城川（よしきがわ）の水を引いている。海運業で財を成した中村家が1939年に買い取り、前園と後園を合わせた形に整備した。1969年には、中村家所蔵の美術品を展示するため、寧楽美術館を建設して一般公開している。
名の由来は諸説あり、池が吉城川の水に依っているためという説や、然庭園内の池が草書体の水の形をしていることに由来するという説、杜甫の「名園緑碌水」の句に由来するなどの説があるが、はっきりしたことは分かっていない。

## 園内の建造物
- 三秀亭（さんしゅうてい）

田舎風の茅葺建物。延宝年間に清須美道清が別邸の主屋として小屋を茶席として移築、改造したもので、屋根構造に江戸時代初期の形式が、内部の数寄屋風意匠に江戸時代前期の好みが残されている。室内は関藤次郎により明治43年（1910年）に大きく手が加えられた。三角形の天袋を構えた床廻り、風雅な衣装の円窓、舟底や網代の天井など、江戸時代前期と明治時代の好みが多様に詰め込まれている。
- 挺秀軒（ていしゅうけん）

前園の池の南東にある茅葺の四畳半茶室。清須美道清が江戸時代の延宝年間に煎茶室として建てたもので、のちに関藤次郎によって清秀庵の待合にも使えるよう縁、雪隠、腰掛が設けられた。二面に障子戸を立てた開放的なつくり対称性を感じさせる外観や円窓の意匠に見られる幾何学的な造形に煎茶室らしさがよく表れている。
- 柳生堂（やぎゅうどう）

後園の池の北西にある檜皮葺の書院造の建物。柳生一族の菩提寺である芳徳寺にあった位牌堂を明治期に移築したもので、移築に際して規模を縮めるなどの改造が施された。正面側の蔀戸を跳ね上げることで、御蓋山を正面に望む後園の景観を観覧できる。
- 氷心亭（ひょうしんてい）

後援の池の畔にある兜造りの茶室。明治33年（1900年）頃に建てられたもので、多数の銘木を用いた凝った意匠を持つ大小三室の茶室が収められている。このうち西側は九畳大炉の間であり、欄干に三山が象られている。この間は西側の庭と面しており、飛び石が藤棚を潜りながら清秀庵露地へと続いている。東の庭側には十三畳の広間と五畳半の小間が雁行して配されている。広間は裏千家「寒雲亭」の写しで、天井の一部を舟底型にする。この間のガラス戸は壁内に収納可能であり、後園の景観を観覧できるように設計されている。
- 清秀庵（せいしゅうあん）

裏千家「又隠」を数寄屋風に写した四畳半茶室。緩い瓦屋根の正面に庇が葺き降ろされ、躙り口が開かれている。瓦屋根の端には龍が表された、十一代樂吉左衛門の明治25年（1892年）策の楽焼の赤い鬼瓦の複製が据えられている。隅柱には下半を塗りこめて上部のみを見せた楊枝柱があり、室内を広く見せる。四畳半茶室から台目四畳の鞘の間を介して六畳台目茶室が付属する。

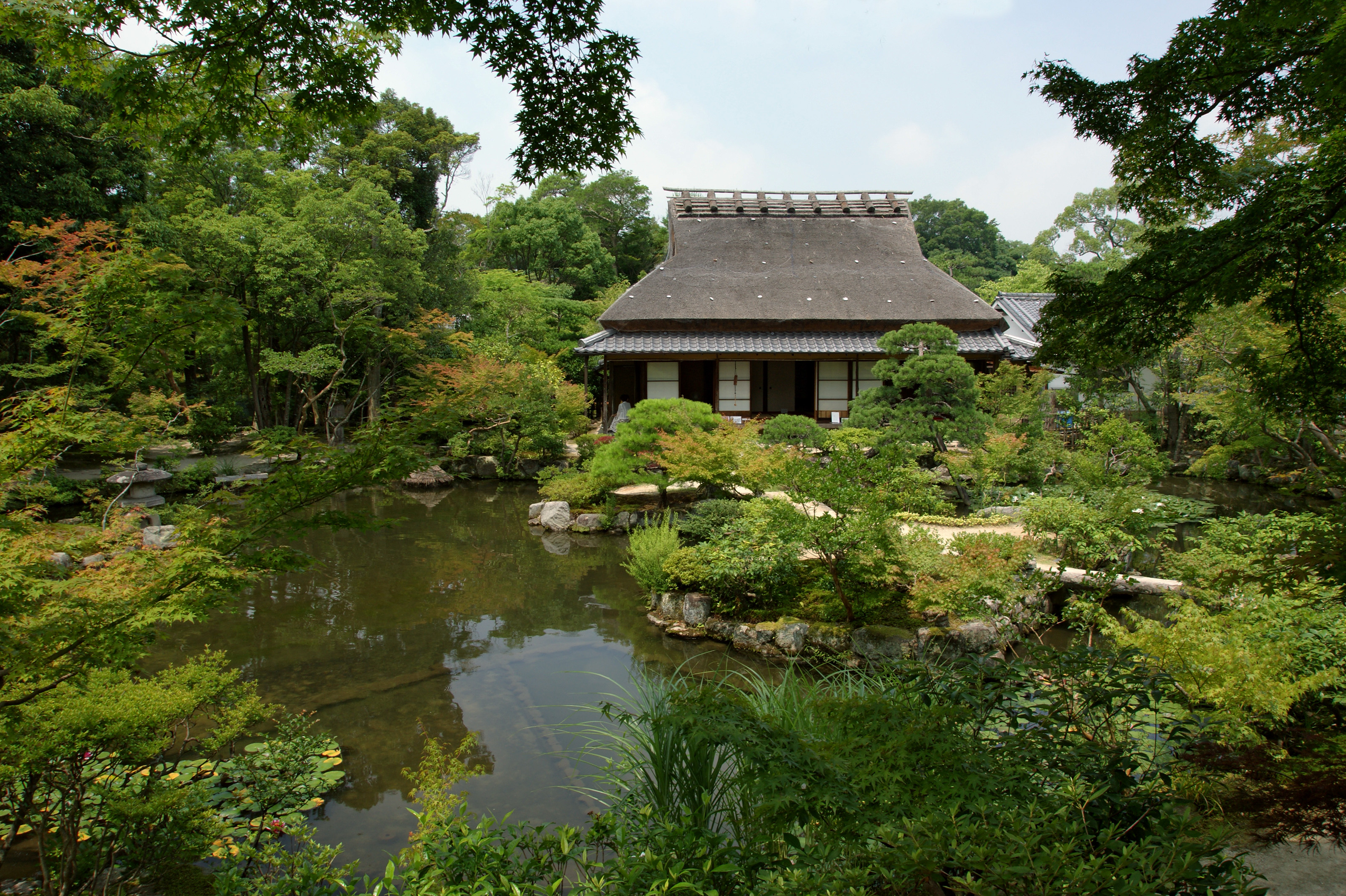
前園、三秀亭
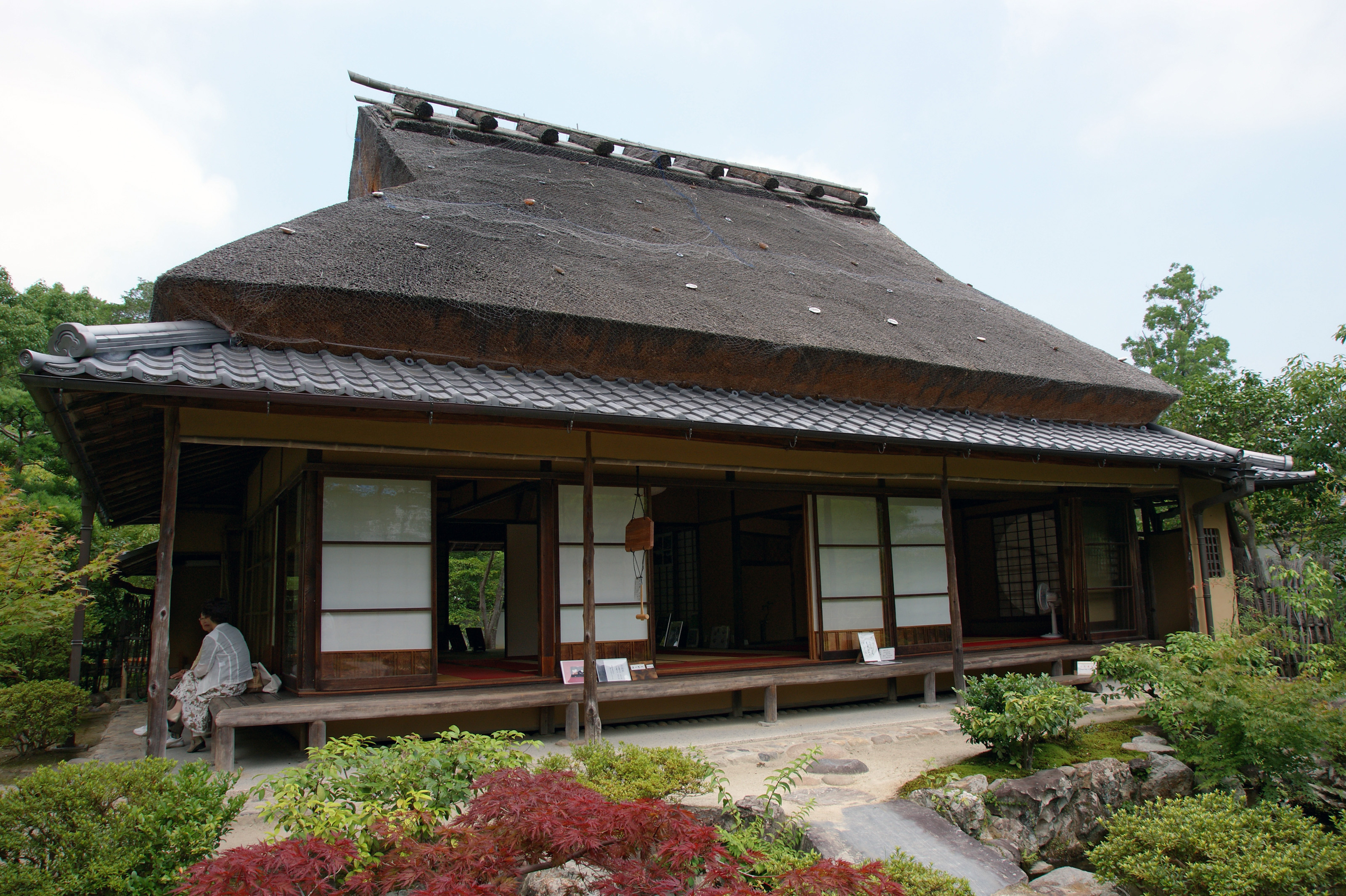
三秀亭
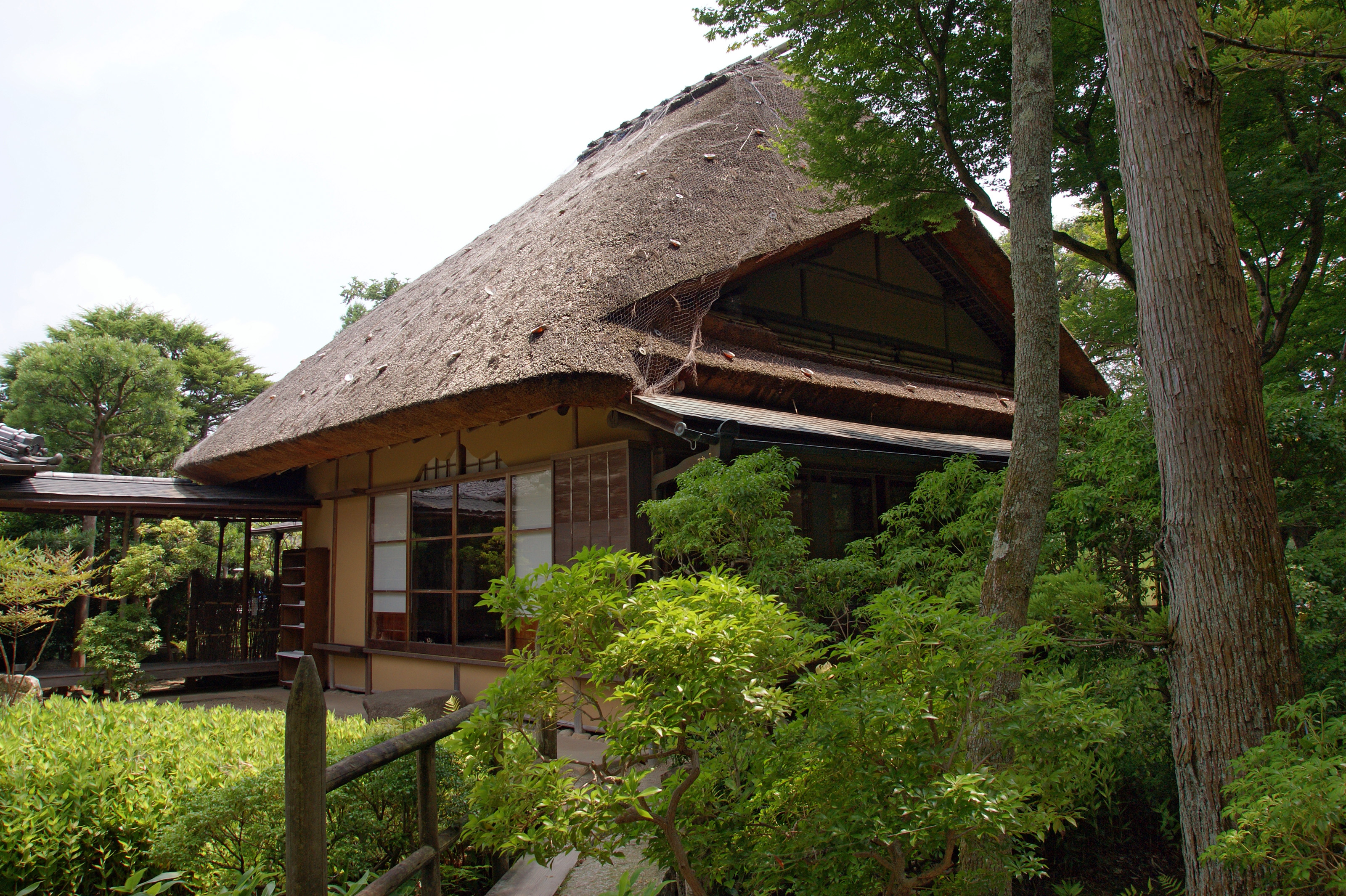
氷心亭
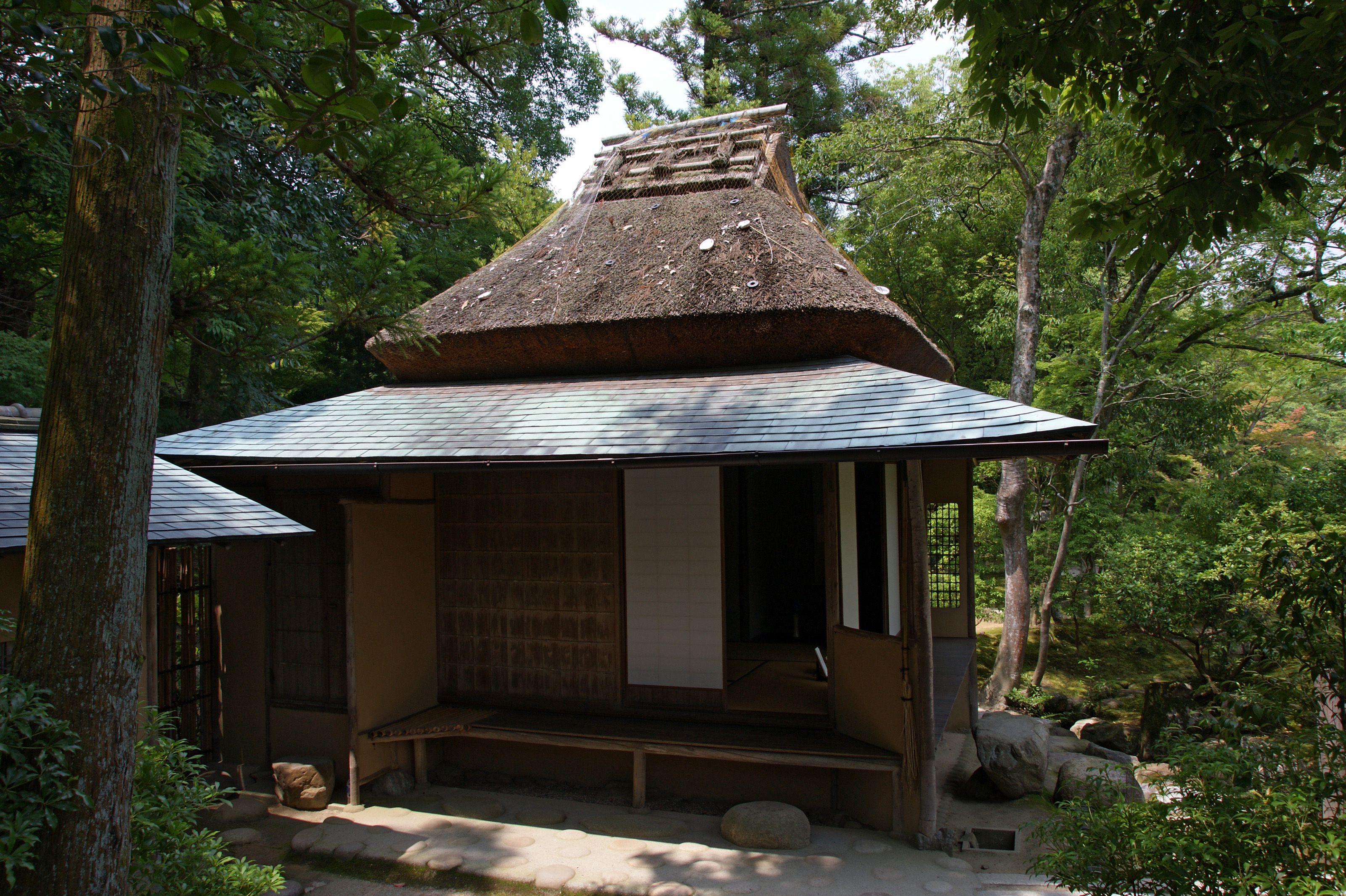
挺秀軒
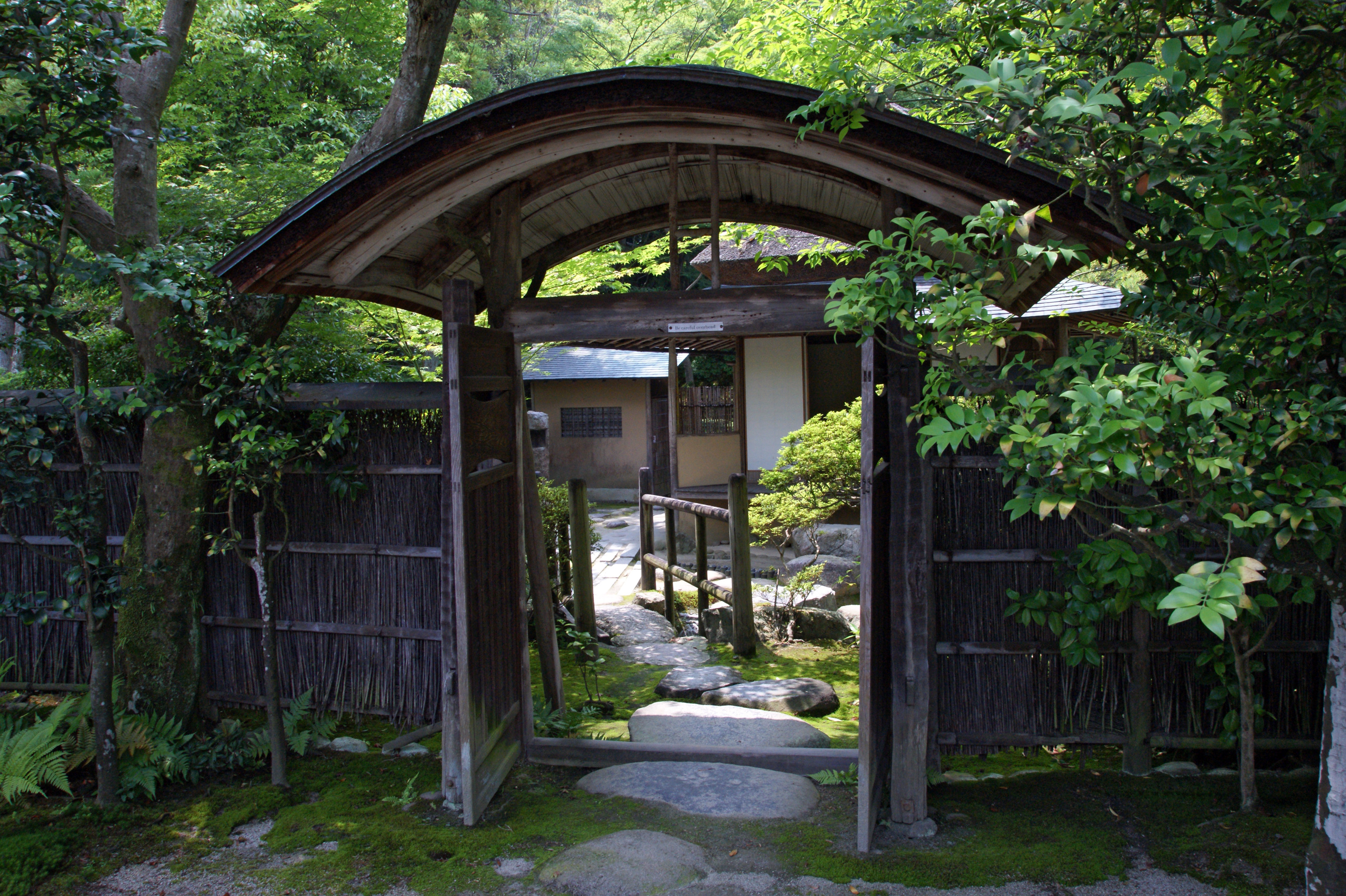
清秀庵
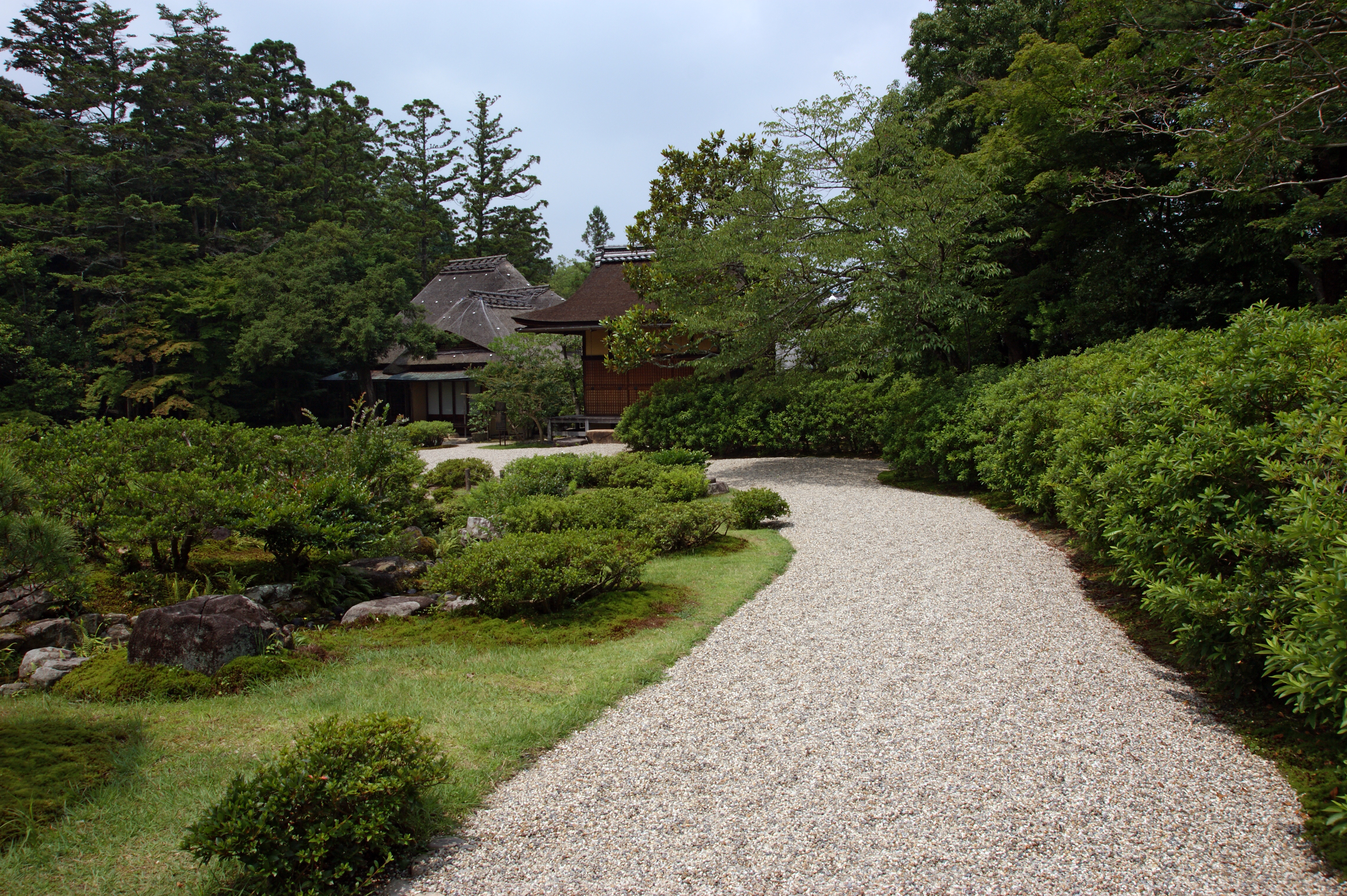
後園、柳生堂
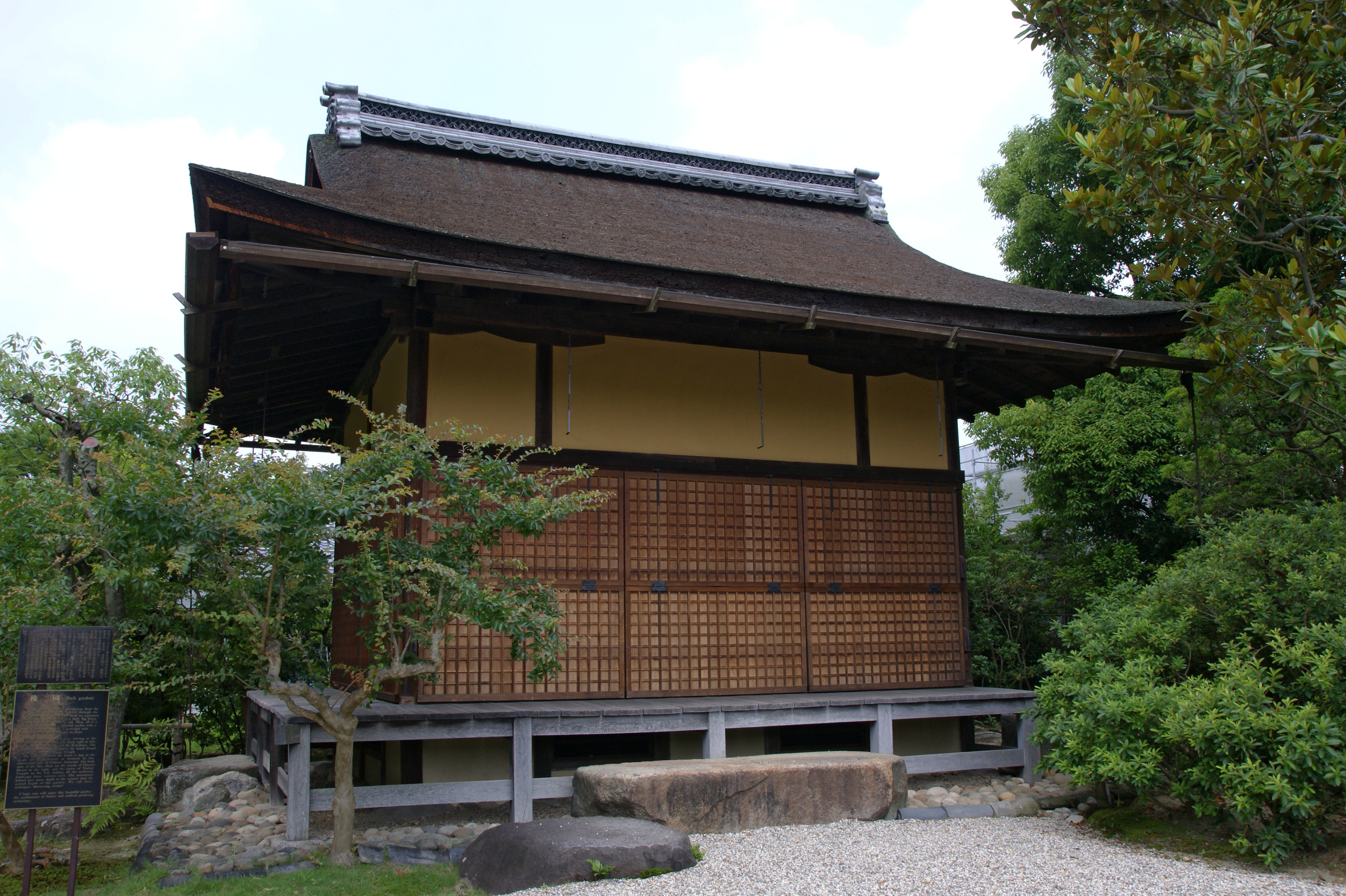
柳生堂
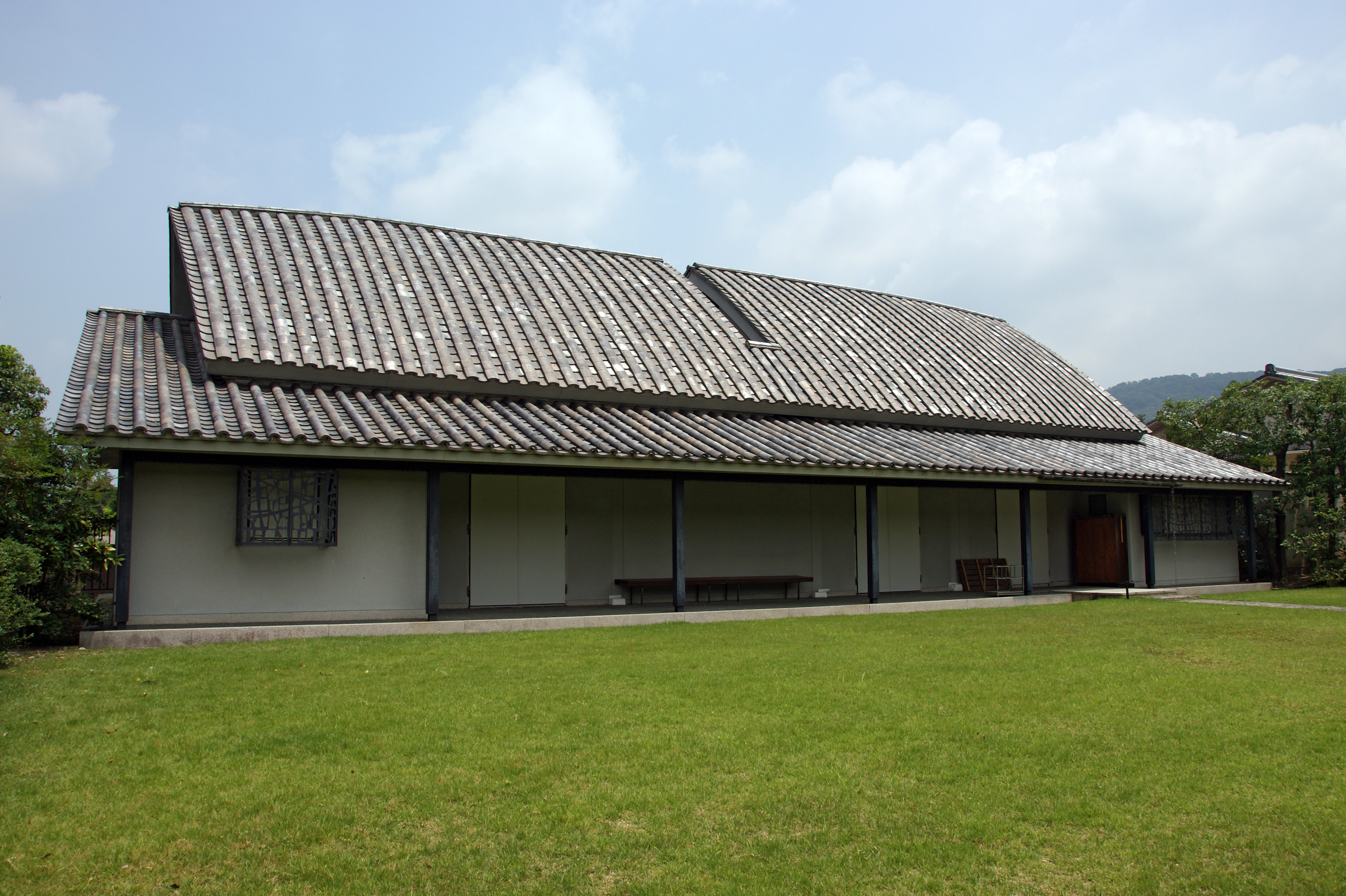
寧楽美術館（ねいらく―）
- 寄付（よりつき）

後園の東南隅にある建物で、かつて東大寺龍松院にあった公慶ゆかりの茶室臨渓庵（昭和3年（1928年）に興福院へ移築され龍松庵と改名）の待合であった。勾配の緩い入母屋屋根の南と東を深い土庇にして、腰掛を設ける。室内は二畳で、南北両面に障子を入れ、西面に書院窓を開けた開放的な造りである。
- 水車小屋

後園の池の上手に、池への導水を利用した方一間の水車小屋が建てられている。屋根と池側の壁は茅葺。
- 前園、三秀亭
- 三秀亭
- 氷心亭
- 挺秀軒
- 清秀庵
- 後園、柳生堂
- 柳生堂
- 寧楽美術館

## 所在地・交通
- 所在地 - 奈良県奈良市水門町74
- 交通アクセス - 近鉄奈良線 近鉄奈良駅 徒歩10分

## 周辺
- 吉城園（隣接）
- 入江泰吉旧居
- 奈良公園